# Valle Vista (Nuevo México)
Valle Vista es un lugar designado por el censo ubicado en el condado de Santa Fe en el estado estadounidense de Nuevo México. En el Censo de 2020 tenía una población de 928 habitantes y una densidad poblacional de 1344,93 habitantes por km². Fue incluido como CDP en el censo de 2020.

## Geografía
Valle Vista se encuentra ubicado en las coordenadas 35°35′02″N 106°03′30″O / 35.58389, -106.05833. Según la Oficina del Censo de los Estados Unidos,  tiene una superficie total de 0,69 km², todos correspondientes a tierra firme.